# 第二磐梯吾妻道路
第二磐梯吾妻道路（だいにばんだいあづまどうろ）は、かつて福島県にあった有料道路である。通称、磐梯吾妻レークライン（ばんだいあづまレークライン）ともよばれる。福島県道路公社が管理する一般有料道路であったが、2013年に恒久無料開放された。福島県道70号福島吾妻裏磐梯線の一部である。無料開放後も磐梯吾妻レークラインの名称は通称として使われている。

## 概要
福島県耶麻郡猪苗代町大字若宮字吾妻山から北塩原村大字檜原字剣ケ峯に至る延長13.1 kmの道路である。料金徴収期間の満了に伴い、2013年（平成25年）7月25日から恒久的に無料開放された。
「レークライン」の名の通り、1888年の磐梯山噴火によってできた磐梯三湖とよばれる小野川湖南岸から秋元湖との間を通っての北岸抜けて、檜原湖へと至る道路である。途中の中津川渓谷に駐車場付の「中津川渓谷レストハウス」があるほか、小野川・秋元・檜原の3つの湖を一望できる「三湖パラダイス」などの展望スポットがある。
冬季閉鎖は、11月上旬から4月中旬まであり、この間は通行することは出来ない。緩やかなカーブが続く道路で、走りやすいドライブコースとして人気がある。紅葉シーズン中は、道路わきに駐車する自動車や歩行者も多く、通行に注意が必要となる。
磐梯の湖沼群が眺められるのは、展望所「三湖パラダイス」と涼風峠の2カ所にある。周囲は広葉樹の森林に囲まれ、例年10月中旬から11月上旬の中津川渓谷は紅葉の名所で知られる。

### 路線データ
- 路線名 : 福島県道70号福島吾妻裏磐梯線[2]
- 延長 : 13.1 km[2]
- 供用開始年月日 : 1972年（昭和47年）10月20日
- 最終償還年度 : 2013年（平成25年）7月24日

## 道路施設
小倉川橋
- 全長：20.5m
- 幅員：7.7m
- 竣工：1971年

猪苗代町若宮字吾妻山甲にて一級水系阿賀野川水系小倉川を渡る。
新大倉川橋
- 全長：172.2m（うち新設部は112.3m）
  - 主径間：42.9m
- 幅員：7.5m
- 形式：5径間連続非合成鋼鈑桁橋（うち新設部は3径間）
- 竣工：1990年度

猪苗代町若宮字吾妻山甲に位置し、一級水系阿賀野川水系大倉川を渡る。1989年（平成元年）8月に当地を襲った台風13号により大倉川が氾濫し、当時架設されていた大倉川2号橋が流出したため、災害復旧事業として建設された。水害により川の流路が大きく変化したため、緊急砂防事業の流路工計画により橋長が福島側に12.9m伸び、また大倉川1号橋と繋がり一体的な橋梁になることから新大倉川橋に橋名も変更された。当橋梁を含む132mの区間が1990年（平成2年）7月31日に開通した。総工費は2億6000万円。
中津川橋
- 全長：100.0m
- 幅員：7.8m
- 竣工：1972年[5]

猪苗代町若宮から北塩原村檜原に至り、一級水系阿賀野川水系中津川を渡る。橋上は上下対向2車線で供用され、上り線側に歩道が設置されている。中津川渓谷の眺望に優れるが、橋梁前後にカーブがあり見通しが悪いために橋上での駐停車は禁止されている。

## 有料道路時代の通行料金
- 普通車 : 930円
- 大型車 (I) : 1,470円
- 大型車 (II) : 3,350円
- 軽自動車等 : 630円
- 軽車両等 : 90円